# Гобелен Гестія

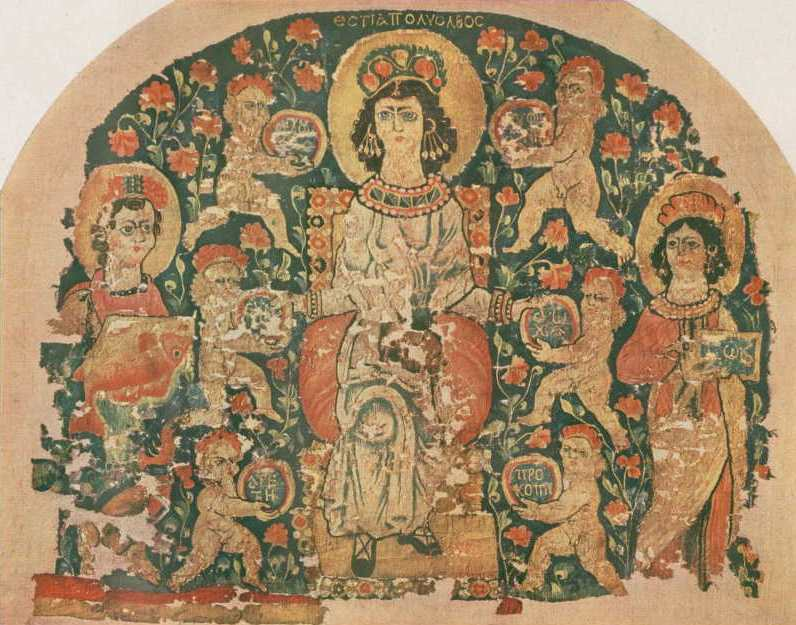
«Гестія, сповнена благословень» Єгипет, гобелен 6 століття в колекції Dumbarton Oaks, 136,5 x 114 см (53,7 x 44,9 дюйма)

Гобелен «Гестія» — язичницький гобелен візантійської доби, виготовлений у Єгипетській єпархії в першій половині 6 ст.

## Короткий опис
Зараз гобелен «Гестія» зберігається в колекції Dumbarton Oaks у Вашингтоні, округ Колумбія, але зазвичай не виставляється.
Гобелен Гестія, виготовлений із вовни, є пізнім зображенням богині Гестії. Його розміри 114 x 136,5 см (44,9 x 53,7 дюйма). На ньому зображена богиня на троні з двома прислужниками та шістьма путті. Гобелен ідентифікується грецькою як «Гестія Поліолбос» або «Гестія, сповнена благословень» (грец. Ἑστία Πολύολβος) і зображається переважно з використанням плодів граната. Її головний убір і сережки зроблені з гранатів, а благословення, які дає Гестія, — у формі плодів.
Історія та символіка гобелена обговорюються у Фрідландера (1945). Вчені відзначають, що цей язичницький артефакт часто виставлявся в християнських домогосподарствах Єгипту.